# 武尔卡诺型火山喷发
武尔卡诺型火山喷发（英語：Vulcanian eruption）
的特徵是從火山口噴出含火山灰的氣體很濃密，其氣雲高出火山頂很多。 它們通常從準岩漿型火山噴發開始，由於上升的高溫岩漿，加熱地下水，造成非常嘈雜的噴發聲。這種噴發接下來通常伴隨著爆炸性噴發來清理火山噴口。隨著舊的已風化的岩石也從噴口噴出，造成噴發氣柱呈灰色到黑色。 隨著已風化岩石的清理后，噴出的火山灰雲變成灰白色和奶油色， 並呈捲曲形狀，類似於普林尼式火山噴發 。

## 特徵
武尔卡诺型火山喷发的共同特徵如下：噴發期間噴出的岩石質量通常在 102 - 106 噸 之間，並且含有高比例的圍岩碎屑（> 50%）。在火山活動活躍期，兩次爆炸之間的間隔從不到 1 分鐘（例如 Anak Krakatoa）到大約一天不等。火山碎屑流也是此類噴發的共同特徵。在噴發氣體階段，其特徵是分開隔離式，類似大砲的出堂爆炸。 爆炸氣體的排出可以達到超音速，從而產生衝擊波。 
與斯特朗博利型火山喷发相比，火山噴發碎屑分佈在更廣泛的區域。火山錐是由火山碎屑岩和基部湧流沉積物形成，但在周邊地區的火山灰覆蓋面積更廣汎。火山喷发結束時會流出粘稠的熔岩流。火山爆發會拋出一米大小的岩石塊數百米遠，有時可達幾公里。
另一噴發的常見產物是火山彈。這些最初噴發時是熔岩塊，迅速冷卻成 2 到 3 米 寬的固體岩塊。在加萊拉斯Galeras，一次火山噴發噴出的火山彈擊中了火山口附近的幾名火山學家，造成人員死亡和重傷。